# Georgiens vetenskapsakademi

Georgiens vetenskapsakademi i Tbilisi.

Georgiens vetenskapsakademi (georgiska: საქართველოს მეცნიერებათა ეროვნული აკადემია, Sakartvelos metsnierebata erovnuli akademia) är en akademi i Georgiens huvudstad Tbilisi. Akademin hette Georgiska SSR:s forskningsakademi fram till november 1990. Akademin samverkar vetenskaplig forskning i Georgien och utvecklar relationer mellan akademierna och forskningscentrumen i andra nationer.
Akademin grundades år 1941, i Tbilisi. Sedan februari år 2005 är Tamaz Gamkrelidze president över akademin. 